# Nati il 18 luglio
| Questa pagina contiene informazioni ricavate automaticamente dalle voci biografiche con l'ausilio del template Bio e di un bot. L'aggiornamento è periodico e automatico e ricostruisce completamente la pagina. Se manca una persona in questa lista, sei pregato di non aggiungerla, ma accertati piuttosto che la sua voce biografica contenga il template Bio e che i dati anagrafici siano correttamente compilati. Se il template Bio manca, inseriscilo tu stesso o, in alternativa, metti l'avviso {{tmp\|Bio}} che ne segnala la mancanza. Se i dati riportati sono sbagliati, correggi direttamente la voce biografica; le modifiche saranno visibili in questa lista entro pochi giorni. Per chiarimenti vedi il progetto biografie. La lista contiene solo le 1.192 persone che sono citate nell'enciclopedia e per le quali è stato implementato correttamente il template Bio. Pagina aggiornata al 17 ago 2025. |

## XI secolo(1)
- 1013 - Ermanno il Contratto, monaco cristiano, astronomo e storico tedesco († 1054)

## XIV secolo(2)
- 1333 - Alda d'Este, nobile italiana († 1381)
- 1357 - Jeongjong di Joseon, re coreano († 1419)

## XV secolo(1)
- 1439 - Giovanni V di Sassonia-Lauenburg, duca († 1507)

## XVI secolo(8)
- 1501 - Isabella d'Asburgo († 1526)
- 1504 - Heinrich Bullinger, teologo svizzero († 1575)
- 1518 - Pietro Massolo, religioso e letterato italiano († 1590)
- 1534 - Zaccaria Ursino, teologo e predicatore tedesco († 1583)
- 1552 - Rodolfo II d'Asburgo, imperatore († 1612)
- 1552 - Caterina Maria di Guisa, nobile francese († 1596)
- 1573 - Odoardo Fialetti, pittore e incisore italiano
- 1581 - Pier Luigi Carafa, cardinale e vescovo cattolico italiano († 1655)

## XVII secolo(12)
- 1601 - Filippo I di Schaumburg-Lippe, nobile tedesco († 1681)
- 1609 - Simone Rau e Requesens, vescovo cattolico e poeta italiano († 1659)
- 1627 - Henry Howard, V conte di Suffolk, nobile inglese († 1709)
- 1635 - Robert Hooke, fisico, biologo e geologo inglese († 1703)
- 1639 - Franz Adam von Brandis, storico e numismatico austriaco († 1695)
- 1642 - Charles-Maurice Le Tellier, arcivescovo cattolico francese († 1710)
- 1663 - Carlo Ferdinando Lodron, presbitero italiano († 1730)
- 1664 - Francesco Luigi del Palatinato-Neuburg, arcivescovo cattolico tedesco († 1732)
- 1670 - Giovanni Bononcini, compositore e violoncellista italiano († 1747)
- 1673 - Edvige del Palatinato-Neuburg, principessa († 1722)
- 1679 - Nicolò Cattaneo Della Volta, doge († 1751)
- 1695 - Boris Grigor'evič Jusupov, politico russo († 1759)

## XVIII secolo(40)
- 1702 - Maria Clementina Sobieska, principessa polacca († 1735)
- 1703 - Leopold Josef Hannibal Petazzi de Castel Nuovo, vescovo cattolico italiano († 1772)
- 1708 - Bonaventura Sculco, vescovo cattolico italiano († 1781)
- 1710 - John Cruger, Jr., politico statunitense († 1791)
- 1712 - Carlo Federico di Sassonia-Meiningen, nobile tedesco († 1743)
- 1713 - Robert Dundas il Giovane, giurista scozzese († 1787)
- 1718 - Saverio Bettinelli, gesuita, scrittore e critico letterario italiano († 1808)
- 1720 - Francesco Saverio di Hohenzollern-Hechingen, generale e nobile tedesco († 1765)
- 1720 - Jacques Le Brigant, avvocato francese († 1804)
- 1720 - Gilbert White, naturalista e ornitologo britannico († 1793)
- 1724 - Maria Antonia di Baviera († 1780)
- 1726 - Innocenzo Spinazzi, scultore italiano († 1798)
- 1728 - Pietro Arduino, agronomo, botanico e naturalista italiano († 1805)
- 1731 - Michail Michajlovič Golicyn, ufficiale russo († 1804)
- 1734 - Sigismondo Antonio Manci, nobile e presbitero italiano († 1817)
- 1734 - Giuseppe Piermarini, architetto italiano († 1808)
- 1736 - Francesco Seratti, politico italiano († 1814)
- 1737 - Materno Bossi, stuccatore italiano († 1802)
- 1737 - Marco Sebastiano Giampiccoli, incisore italiano († 1809)
- 1745 - Anne François Augustin de La Bourdonnaye, generale e nobile francese († 1793)
- 1750 - Federico Adolfo di Svezia, principe svedese († 1803)
- 1751 - Johann Thomas Ludwig Wehrs, teologo tedesco († 1811)
- 1753 - Maria Anna di Zweibrücken-Birkenfeld, principessa tedesca († 1824)
- 1759 - Diego Innico Caracciolo di Martina, cardinale italiano († 1820)
- 1759 - Pierre Dumont, politico, scrittore e giurista svizzero († 1829)
- 1764 - Antonio Caccianino, matematico e ingegnere italiano († 1838)
- 1765 - Johann Friedrich von Mohr, generale austriaco († 1847)
- 1768 - Jean-Robert Argand, matematico svizzero († 1822)
- 1770 - David Pièrre Giottino Humbert de Superville, pittore, incisore e scrittore olandese († 1849)
- 1776 - Alerino Palma, scrittore, magistrato e rivoluzionario italiano († 1851)
- 1783 - Carlo Tommaso di Löwenstein-Wertheim-Rosenberg, nobile e ufficiale austriaco († 1849)
- 1786 - Carolina Luisa di Sassonia-Weimar-Eisenach, principessa tedesca († 1816)
- 1788 - Heinrich Reinhold, pittore e incisore tedesco († 1825)
- 1791 - George Pollard, marinaio statunitense († 1870)
- 1793 - Jean-Alfred Gautier, astronomo svizzero († 1881)
- 1793 - Franz Dorotheus Gerlach, filologo classico, storiografo e giurista tedesco († 1876)
- 1793 - Maria Carolina Gibert de Lametz, principessa francese († 1879)
- 1794 - Feargus Edward O'Connor, politico irlandese († 1855)
- 1796 - Federico Lovera Di Maria, politico e militare italiano († 1871)
- 1797 - Cesare Cristiani di Ravarano, magistrato e politico italiano († 1857)

## XIX secolo(188)
- 1802 - Pietro Ripari, patriota e medico italiano († 1885)
- 1806 - Erwin Speckter, pittore tedesco († 1835)
- 1807 - Eugenio Venini, politico italiano († 1884)
- 1808 - Giuseppe Ricciardi, letterato, patriota e politico italiano († 1882)
- 1808 - Eugenia Tadolini, soprano italiano († 1872)
- 1809 - Augustin de Backer, bibliografo belga († 1873)
- 1811 - James Bateman, botanico inglese († 1897)
- 1811 - William Makepeace Thackeray, scrittore britannico († 1863)
- 1811 - Karl Ludwig von Littrow, astronomo austriaco († 1877)
- 1813 - Émile Egger, grecista, filologo classico e grammatico francese († 1885)
- 1813 - Pierre Alphonse Laurent, matematico francese († 1854)
- 1815 - Filippo Maria Guidi, cardinale e arcivescovo cattolico italiano († 1879)
- 1815 - Ludvig Holstein-Holsteinborg, politico danese († 1892)
- 1821 - Antonio Bellia Strano, avvocato e politico italiano († 1909)
- 1821 - Pauline Viardot, mezzosoprano, pianista e compositrice francese († 1910)
- 1823 - Antonio Prudenza, tenore italiano († 1900)
- 1826 - Mariano Ignacio Prado, politico peruviano († 1901)
- 1827 - Pierre-Lambert Goossens, cardinale e arcivescovo cattolico belga († 1906)
- 1829 - Giacomo Albé, pittore italiano († 1893)
- 1831 - Edoardo Agnelli, imprenditore e politico italiano († 1871)
- 1831 - Johann Martin Schleyer, glottoteta e presbitero tedesco († 1912)
- 1831 - Carlo Tranfo, avvocato e politico italiano († 1908)
- 1832 - Achille Pucci, avvocato e politico italiano († 1903)
- 1834 - Próspero Fernández Oreamuno, politico costaricano († 1885)
- 1834 - Pietro Sassi, pittore italiano († 1905)
- 1836 - Camillo Colombini, politico italiano († 1896)
- 1836 - Joseph Smit, illustratore olandese († 1929)
- 1837 - Vasil Levski, rivoluzionario bulgaro († 1873)
- 1838 - Édouard Lockroy, politico francese († 1913)
- 1840 - Giovanni Arcangeli, botanico italiano († 1921)
- 1841 - Louis Petit de Julleville, storico, linguista e docente francese († 1900)
- 1842 - Ferdinando Ongania, editore italiano († 1911)
- 1843 - Johannes Kohtz, compositore di scacchi tedesco († 1918)
- 1845 - Tristan Corbière, poeta francese († 1875)
- 1845 - Luigi Maria Alfonso di Borbone Due Sicilie, nobile († 1909)
- 1846 - Federico Cesarano, schermidore italiano
- 1847 - Friedrich Adam, architetto tedesco († 1928)
- 1847 - Edward Goschen, diplomatico inglese († 1924)
- 1848 - Francesca Armosino, italiana († 1923)
- 1848 - William Gilbert Grace, crickettista britannico († 1915)
- 1848 - Édouard Kirmisson, chirurgo francese († 1927)
- 1848 - Pratap Singh di Jammu e Kashmir, principe indiano († 1925)
- 1849 - Anna Judic, soprano e attrice teatrale francese († 1911)
- 1849 - Pietro Piccirilli, critico d'arte italiano († 1921)
- 1849 - Hugo Riemann, musicologo, critico musicale e insegnante tedesco († 1919)
- 1852 - Anthony Sweijs, tiratore a segno olandese († 1937)
- 1852 - Alfonso Valerio, avvocato e politico italiano († 1942)
- 1853 - Hendrik Lorentz, fisico olandese († 1928)
- 1853 - Angelo Morbelli, pittore italiano († 1919)
- 1855 - Francesco Doria d'Eboli, nobile e politico italiano († 1916)
- 1855 - Beaumont Jarrett, calciatore inglese († 1905)
- 1855 - Axel Paulsen, pattinatore artistico su ghiaccio e pattinatore di velocità su ghiaccio norvegese († 1938)
- 1855 - Richard Zander, anatomista tedesco († 1918)
- 1855 - Leopoldo di Anhalt, nobile tedesco († 1886)
- 1856 - Giacinto Morera, matematico italiano († 1909)
- 1856 - Augustus Desiré Waller, fisiologo e cardiologo britannico († 1922)
- 1857 - Ferdinand de Béhagle, esploratore francese († 1899)
- 1858 - Prospero Colonna, nobile e politico italiano († 1937)
- 1861 - Fabio Fabbi, pittore italiano († 1945)
- 1861 - Kadambini Ganguly, medico indiana († 1923)
- 1861 - Lucien Simon, pittore francese († 1945)
- 1862 - Napoleone Vittorio Bonaparte, principe francese († 1926)
- 1862 - Richard Ranft, pittore, incisore e illustratore svizzero († 1931)
- 1862 - Ludwig Schmidt, storico tedesco († 1944)
- 1863 - Emil Fick, schermidore svedese († 1930)
- 1863 - Ludwika Szczęsna, religiosa polacca († 1916)
- 1864 - Ricarda Huch, scrittrice tedesca († 1947)
- 1864 - Antonio Anastasio Rossi, patriarca cattolico italiano († 1948)
- 1864 - Philip Snowden, I visconte Snowden, politico britannico († 1937)
- 1865 - Laurence Housman, drammaturgo e illustratore inglese († 1959)
- 1866 - Vincenzo Balzano, magistrato italiano († 1951)
- 1866 - Giovanni Cerrina Feroni, militare italiano († 1952)
- 1866 - Benedict Friedlaender, sociologo, sessuologo e economista tedesco († 1908)
- 1867 - Margaret Brown, filantropa, attivista e attrice statunitense († 1932)
- 1867 - William Dod, arciere britannico († 1954)
- 1867 - Enrico Gotti, generale italiano († 1920)
- 1867 - André Lalande, filosofo francese († 1963)
- 1867 - Emilio Magoni, scultore e pittore italiano († 1922)
- 1867 - George Slythe Street, scrittore e giornalista inglese († 1936)
- 1868 - Julius Beresford, canottiere britannico († 1959)
- 1869 - Luigi Rizzi, alpinista italiano († 1949)
- 1869 - Maria von Linden, batteriologa e zoologa tedesca († 1936)
- 1870 - Alberto Barton, medico e microbiologo peruviano († 1950)
- 1870 - Agostino Cameroni, politico, giornalista e critico musicale italiano († 1920)
- 1870 - Materno Giribaldi, scultore italiano († 1951)
- 1870 - Emil Młynarski, violinista, docente e direttore d'orchestra polacco († 1935)
- 1871 - Giacomo Balla, pittore, scultore e scenografo italiano († 1958)
- 1871 - Alessandro Ciano, imprenditore e politico italiano († 1945)
- 1871 - Sada Yacco, attrice teatrale e danzatrice giapponese († 1946)
- 1872 - Julius Fučík, compositore ceco († 1916)
- 1872 - Frederick Sullivan, attore e regista inglese († 1937)
- 1873 - Simon Harbaugh, golfista statunitense († 1960)
- 1875 - Gudbrand Skatteboe, tiratore a segno norvegese († 1965)
- 1876 - Evaristo Breccia, egittologo italiano († 1967)
- 1876 - Anson Dyer, regista, sceneggiatore e animatore inglese († 1962)
- 1876 - William Wain Prior, generale danese († 1946)
- 1877 - Alberto Aggazzotti, fisiologo italiano († 1963)
- 1878 - Mario Blasich, politico italiano († 1945)
- 1878 - Pietro Pecchiai, musicista e docente italiano († 1958)
- 1878 - Egill Reimers, velista e architetto norvegese († 1946)
- 1879 - Ugo Della Seta, politico italiano († 1958)
- 1879 - Damir Feigel, scrittore e umorista sloveno († 1959)
- 1879 - Maria Tescanu Rosetti, principessa rumena († 1968)
- 1879 - Erik Severin, giocatore di curling svedese († 1942)
- 1879 - Adolf Spinnler, ginnasta e multiplista svizzero († 1950)
- 1880 - Elisabetta della Trinità, monaca cristiana e mistica francese († 1906)
- 1881 - Livio Ciardi, sindacalista italiano († 1943)
- 1881 - Augusta Vera Duthie, botanica e micologa sudafricana († 1963)
- 1881 - Henri Piéron, psicologo francese († 1964)
- 1881 - María de Maeztu, pedagoga e umanista spagnola († 1948)
- 1882 - Manuel Gálvez, scrittore, poeta e storico argentino († 1962)
- 1882 - Camillo Mercalli, generale italiano († 1974)
- 1882 - Marcello Mimmi, cardinale e arcivescovo cattolico italiano († 1961)
- 1883 - Dorothy Holman, tennista britannica († 1968)
- 1883 - Jiang Kanghu, attivista e politico cinese († 1954)
- 1883 - Lev Borisovič Kamenev, rivoluzionario e politico russo († 1936)
- 1883 - Louis Paulhan, militare e aviatore francese († 1963)
- 1883 - Giuseppe Siccardi, scultore italiano († 1956)
- 1884 - Rocco Cristiano, direttore di banda italiano († 1967)
- 1884 - Jan Košek, calciatore boemo († 1927)
- 1884 - Achille Salvucci, vescovo cattolico italiano († 1978)
- 1884 - Aleksandra L'vovna Tolstaja, attivista russa († 1979)
- 1884 - Alberto di Jorio, cardinale e arcivescovo cattolico italiano († 1979)
- 1885 - Giovanni Carrara, politico italiano († 1965)
- 1885 - Marino Moretti, poeta, romanziere e drammaturgo italiano († 1979)
- 1885 - Carlo Vallini, poeta e drammaturgo italiano († 1920)
- 1885 - Henri de Ziégler, filologo, romanziere e letterato svizzero († 1970)
- 1886 - Simon Bolivar Buckner Jr., generale statunitense († 1945)
- 1887 - Vidkun Quisling, militare e politico norvegese († 1945)
- 1888 - Wilfrid Freeman, aviatore e militare britannico († 1953)
- 1888 - Victor Gibson, allenatore di calcio e calciatore inglese († 1958)
- 1888 - Alvah Meyer, velocista statunitense († 1939)
- 1889 - Severijan Baranyk, religioso ucraino († 1941)
- 1889 - József Nyírő, scrittore ungherese († 1953)
- 1889 - Alba Rosa Viëtor, violinista, pianista e compositrice italiana († 1979)
- 1889 - Eduard Weiter, militare tedesco († 1945)
- 1890 - Epicarmo Corbino, politico e economista italiano († 1984)
- 1890 - Frank Forde, politico australiano († 1983)
- 1890 - Giuseppe Lugli, archeologo italiano († 1967)
- 1891 - Emil Julius Gumbel, statistico tedesco († 1966)
- 1891 - André Labatut, schermidore francese († 1977)
- 1891 - Gene Lockhart, attore, cantante e compositore canadese († 1957)
- 1891 - Alexander Popovic, calciatore e allenatore di calcio austriaco († 1952)
- 1891 - Enrico Sala, ciclista su strada italiano († 1979)
- 1891 - Federico Seneca, pubblicitario, disegnatore e grafico italiano († 1976)
- 1892 - Luigi Bonelli, scrittore e sceneggiatore italiano († 1954)
- 1892 - Arthur Friedenreich, calciatore brasiliano († 1969)
- 1892 - Luigi Gerbella, ingegnere italiano († 1969)
- 1892 - Johan Jansson, tuffatore svedese († 1943)
- 1892 - Hermann Recknagel, militare tedesco († 1945)
- 1892 - Ramón Unzaga, calciatore spagnolo († 1923)
- 1893 - David Ogilvy, XII conte di Airlie, ufficiale scozzese († 1968)
- 1893 - Richard Dix, attore statunitense († 1949)
- 1893 - Leopold Heinrich Fugger von Babenhausen, nobile e generale tedesco († 1966)
- 1893 - Walter Hiers, attore statunitense († 1933)
- 1894 - Heribert von Larisch, generale tedesco († 1972)
- 1894 - Ivison Macadam, ingegnere scozzese († 1974)
- 1895 - Sebastiano Bedendo, militare e aviatore italiano († 1935)
- 1895 - Tully Craig, calciatore e allenatore di calcio scozzese († 1963)
- 1895 - George R. Kelly, criminale statunitense († 1954)
- 1895 - Ol'ga Aleksandrovna Spesivceva, ballerina russa († 1991)
- 1895 - Umberto Utili, generale italiano († 1952)
- 1896 - Giovanni Battista Canepa, scrittore, antifascista e partigiano italiano († 1994)
- 1896 - Francesco Di Cristina, mafioso italiano († 1961)
- 1896 - Jean Dufay, astronomo e astrofisico francese († 1967)
- 1896 - Patrick Aloysius O'Boyle, cardinale e arcivescovo cattolico statunitense († 1987)
- 1896 - Franz Palatz, compositore di scacchi tedesco († 1945)
- 1896 - Thelma Payne, tuffatrice e nuotatrice statunitense († 1988)
- 1896 - Agustín Sancho, calciatore spagnolo († 1960)
- 1896 - Georg Vest, ginnasta danese († 1977)
- 1897 - Monty Banks, attore, regista e produttore cinematografico italiano († 1950)
- 1897 - Ernest Eldridge, pilota automobilistico britannico († 1937)
- 1897 - Michele Fragali, giurista e magistrato italiano († 1980)
- 1897 - Federico Martinengo, ammiraglio e aviatore italiano († 1943)
- 1897 - Ján Čajak il giovane, scrittore e giornalista slovacco († 1982)
- 1898 - Francesco Bonfanti, ingegnere e architetto italiano († 1959)
- 1898 - Alberto Giombini, militare, funzionario e vigile del fuoco italiano († 1983)
- 1898 - Giuseppe Raimondi, scrittore italiano († 1985)
- 1898 - Stasys Razma, calciatore lituano († 1960)
- 1899 - Cesare Cevenini, calciatore italiano († 1996)
- 1899 - Lucillo Merci, militare italiano († 1984)
- 1899 - Rex Norris, hockeista su prato indiano († 1980)
- 1899 - Felipe Pinglo Alva, compositore e chitarrista peruviano († 1936)
- 1900 - Rachel Dübendorfer, agente segreta polacca († 1973)
- 1900 - Boris Ivanovič Jurcev, regista cinematografico sovietico († 1954)
- 1900 - Karl Kanhäuser, calciatore cecoslovacco († 1945)
- 1900 - Federico Sal y Rosas, psichiatra peruviano († 1974)
- 1900 - Nathalie Sarraute, scrittrice francese († 1999)

## XX secolo(902)
- 1901 - Diego Angulo Íñiguez, storico dell'arte spagnolo († 1986)
- 1901 - Stanisław Mikołajczyk, politico polacco († 1966)
- 1901 - George Strauss, politico britannico († 1993)
- 1902 - Iosif Bartha, calciatore rumeno († 1957)
- 1902 - Mario Fasson, calciatore svizzero († 1965)
- 1902 - Lorenzo Ferri, scultore e educatore italiano († 1975)
- 1902 - Manuel Hedilla, politico spagnolo († 1970)
- 1902 - Alphonse James Schladweiler, vescovo cattolico statunitense († 1996)
- 1902 - Federico Spoltore, pittore italiano († 1988)
- 1902 - Jessamyn West, scrittrice statunitense († 1984)
- 1902 - Chill Wills, attore e cantante statunitense († 1978)
- 1903 - Victor Gruen, architetto austriaco († 1980)
- 1903 - Clare Stevenson, militare australiana († 1988)
- 1903 - James Trifunov, lottatore canadese († 1993)
- 1904 - Vittorio Metz, scrittore, umorista e sceneggiatore italiano († 1984)
- 1904 - Tore Rilton, medico, scacchista e mecenate svedese († 1983)
- 1904 - Arne Yven, calciatore norvegese († 1970)
- 1905 - René Dary, attore e produttore cinematografico francese († 1974)
- 1905 - Billy Hartill, calciatore inglese († 1980)
- 1905 - Geppino Micheletti, medico italiano († 1961)
- 1905 - Cataldo Presicci, ufficiale e antifascista italiano († 1944)
- 1906 - Ira Herbert Abbott, ingegnere aeronautico statunitense († 1988)
- 1906 - Charles James, stilista britannico († 1978)
- 1906 - Sidney Darlington, ingegnere statunitense († 1997)
- 1906 - Atilio Granara Costa, calciatore argentino († 1933)
- 1906 - Clifford Odets, drammaturgo, regista e sceneggiatore statunitense († 1963)
- 1907 - Herbert Lionel Adolphus Hart, filosofo e giurista britannico († 1992)
- 1908 - Gino Brenco, calciatore e allenatore di calcio italiano
- 1908 - Lucien Golvin, storico dell'arte francese († 2002)
- 1908 - Barry Gray, compositore inglese († 1984)
- 1908 - Geoffrey Harrison, diplomatico inglese († 1990)
- 1908 - Lupe Vélez, attrice messicana († 1944)
- 1909 - Mohammed Daud Khan, politico afghano († 1978)
- 1909 - Andrej Andreevič Gromyko, politico e diplomatico sovietico († 1989)
- 1909 - Ugo Macchieraldo, ufficiale e partigiano italiano († 1945)
- 1909 - Acácio Mesquita, calciatore portoghese († 1945)
- 1909 - John Joseph Wright, cardinale statunitense († 1979)
- 1910 - Hermann Becker-Freyseng, medico tedesco († 1961)
- 1910 - Fritz Braune, militare tedesco († 1992)
- 1910 - Mamadou Dia, politico senegalese († 2009)
- 1910 - Vittorio Gorresio, giornalista e saggista italiano († 1982)
- 1910 - Louis Grodecki, storico dell'arte francese († 1982)
- 1910 - Midget Wolgast, pugile statunitense († 1955)
- 1910 - Rudolf Naumann, archeologo e storico dell'architettura tedesco († 1996)
- 1911 - Hume Cronyn, attore statunitense († 2003)
- 1911 - Harry Llewellyn, cavaliere britannico († 1999)
- 1911 - Léo Souris, compositore, arrangiatore e direttore d'orchestra belga († 1990)
- 1911 - Gustav Wagner, militare austriaco († 1980)
- 1912 - Víctor Borja, cestista messicano († 1954)
- 1912 - Giacomo Chilesotti, partigiano e antifascista italiano († 1945)
- 1912 - John Pollet, cestista svizzero († 1982)
- 1912 - Mack Robinson, velocista statunitense († 2000)
- 1913 - Marvin Miller, attore statunitense († 1985)
- 1913 - Karl Rolvaag, politico statunitense († 1990)
- 1913 - Red Skelton, attore statunitense († 1997)
- 1913 - Paul Southwell, politico nevisiano († 1979)
- 1914 - Hjalmar Andresen, calciatore norvegese († 1982)
- 1914 - Gino Bartali, ciclista su strada e dirigente sportivo italiano († 2000)
- 1914 - Jozef Maria Laurens Theo Cals, politico olandese († 1971)
- 1914 - Oscar Heisserer, calciatore e allenatore di calcio francese († 2004)
- 1915 - Cosimo Di Palma, aviatore e ufficiale italiano († 1944)
- 1915 - Jane Frazee, attrice statunitense († 1985)
- 1915 - Eugenio Galiussi, ciclista su strada italiano († 2010)
- 1915 - Juan Nepomuceno Guerra, criminale messicano († 2001)
- 1915 - Keith Richards, attore statunitense († 1987)
- 1916 - Kenneth Armitage, scultore britannico († 2002)
- 1916 - Vladimir Petrovič Demichov, chirurgo sovietico († 1998)
- 1916 - Charles Kittel, fisico statunitense († 2019)
- 1916 - Jerry Pettis, politico statunitense († 1975)
- 1916 - Lucien Storme, ciclista su strada belga († 1945)
- 1917 - Giovanni Accorsi, militare e aviatore italiano († 1941)
- 1917 - Franz Josef Kurmann, politico, avvocato e notaio svizzero († 1988)
- 1917 - Fernanda Pivano, traduttrice, scrittrice e giornalista italiana († 2009)
- 1917 - Henri Salvador, cantante, chitarrista e comico francese († 2008)
- 1918 - Lia Dorana, cabarettista, cantante e attrice olandese († 2010)
- 1918 - James Duesenberry, economista statunitense († 2009)
- 1918 - Jay Forrester, ingegnere elettrotecnico e informatico statunitense († 2016)
- 1918 - Warren Hair, cestista statunitense († 2006)
- 1918 - Anna Leopardi, nobile italiana († 2010)
- 1918 - Nelson Mandela, politico e attivista sudafricano († 2013)
- 1918 - Giulio Piazza, calciatore italiano
- 1918 - Károly Szittya, pallanuotista ungherese († 1983)
- 1919 - Nino D'Ippolito, politico, antifascista e giornalista italiano († 2013)
- 1919 - Lilia Dale, attrice italiana († 1991)
- 1919 - George Jablonski, cestista e allenatore di pallacanestro statunitense († 1992)
- 1919 - Jayachamaraja Wodeyar, principe indiano († 1974)
- 1920 - Renato Ascari Raccagni, politico italiano († 2008)
- 1920 - Silvio Bertoldi, giornalista e saggista italiano († 2018)
- 1920 - Eric Brandon, pilota automobilistico britannico († 1982)
- 1920 - Ubaldo De Ponti, politico italiano († 2011)
- 1920 - Enzo Fabbri, calciatore italiano († 1991)
- 1920 - Raymond Salles, canottiere francese († 1996)
- 1920 - Aleksandr Aronovič Stolbov, regista cinematografico sovietico († 1986)
- 1920 - Vitalij Ušakov, nuotatore e pallanuotista sovietico († 1987)
- 1921 - Aaron Beck, psichiatra e psicoterapeuta statunitense († 2021)
- 1921 - Heinz Bennent, attore tedesco († 2011)
- 1921 - James Couttet, sciatore alpino, saltatore con gli sci e allenatore di sci alpino francese († 1997)
- 1921 - John Glenn, astronauta, aviatore e politico statunitense († 2016)
- 1921 - Richard Leacock, regista britannico († 2011)
- 1921 - Ray Ramsey, giocatore di football americano e cestista statunitense († 2009)
- 1921 - Giulio Ruffini, artista e pittore italiano († 2011)
- 1921 - Gino Vignolo, calciatore italiano († 2006)
- 1922 - Giovanni Emiliani, calciatore e allenatore di calcio italiano († 2006)
- 1922 - Francesco Ferrari, politico e partigiano italiano († 1964)
- 1922 - Roger Joseph Heckel, vescovo cattolico francese († 1982)
- 1922 - Arthur Holland, arbitro di calcio inglese († 1987)
- 1922 - Harry Kermode, cestista canadese († 2009)
- 1922 - Thomas Kuhn, fisico, storico e filosofo statunitense († 1996)
- 1922 - Ken Noritake, calciatore giapponese († 1994)
- 1922 - Cláudio Christovam de Pinho, calciatore e allenatore di calcio brasiliano († 2000)
- 1922 - Jean Samuel, scrittore francese († 2010)
- 1922 - Hedy Stenuf, pattinatrice artistica su ghiaccio austriaca († 2010)
- 1922 - Jean de Gribaldy, ciclista su strada e dirigente sportivo francese († 1987)
- 1923 - Gastone Lanfredini, artista e pittore italiano († 2005)
- 1923 - Mario Limentani, superstite dell'Olocausto italiano († 2014)
- 1923 - Michael Medwin, attore e produttore cinematografico britannico († 2020)
- 1923 - Michio Morishima, economista e matematico giapponese († 2004)
- 1924 - Tullio Altamura, attore italiano
- 1924 - Angelo Mariani, calciatore italiano
- 1924 - Antonio Messeni Nemagna, medico e politico italiano († 1975)
- 1924 - Gianfranco Orsini, politico italiano († 2008)
- 1924 - Inge Sørensen, nuotatrice danese († 2011)
- 1924 - Dragoljub Vukotić, attivista jugoslavo († 1997)
- 1925 - François Augiéras, scrittore e pittore francese († 1971)
- 1925 - Giorgio Bolognesi, calciatore, allenatore di calcio e dirigente sportivo italiano († 2014)
- 1925 - Fritze Carstensen, nuotatrice danese († 2005)
- 1925 - Ion Dumitrescu, tiratore a volo rumeno († 1999)
- 1925 - Ernesto Illy, imprenditore italiano († 2008)
- 1925 - Jaime de Mora y Aragón, attore, pianista e cantante spagnolo († 1995)
- 1925 - Shirley Strickland, ostacolista e velocista australiana († 2004)
- 1925 - Glen Wood, pilota automobilistico e dirigente sportivo statunitense († 2019)
- 1926 - Sigurd Andersson, fondista svedese († 2009)
- 1926 - Carlo Aymonino, architetto italiano († 2010)
- 1926 - Ángel Crespo, poeta e critico letterario spagnolo († 1995)
- 1926 - Robert Funk, biblista statunitense († 2005)
- 1926 - Elizabeth Jennings, poetessa britannica († 2001)
- 1926 - Ernst Larsen, siepista norvegese († 2015)
- 1926 - Margaret Laurence, scrittrice e giornalista canadese († 1987)
- 1927 - Raffaele Bertoni, magistrato e politico italiano († 2010)
- 1927 - Geoffrey Bradford, calciatore inglese († 1994)
- 1927 - Odette De Wynter, notaia belga († 1998)
- 1927 - Carlo Franci, direttore d'orchestra e compositore italiano († 2019)
- 1927 - Eros Lovo, calciatore italiano († 2017)
- 1927 - Tokay Mammadov, scultore azero († 2018)
- 1927 - Kurt Masur, direttore d'orchestra tedesco († 2015)
- 1927 - Robert Ellis Miller, regista e attore teatrale statunitense († 2017)
- 1928 - Carl Fontana, trombonista statunitense († 2003)
- 1928 - Andrea Gallo, presbitero, partigiano e educatore italiano († 2013)
- 1928 - Manuel Guerra, nuotatore spagnolo († 2020)
- 1928 - Russell Mockridge, pistard e ciclista su strada australiano († 1958)
- 1928 - Enzo Spitaleri, attore italiano
- 1928 - Simon Vinkenoog, poeta e scrittore olandese († 2009)
- 1929 - Enore Boscolo, calciatore italiano († 2023)
- 1929 - Dick Button, pattinatore artistico su ghiaccio statunitense († 2025)
- 1929 - Screamin' Jay Hawkins, cantante, attore e compositore statunitense († 2000)
- 1929 - Leonhard Pohl, velocista tedesco († 2014)
- 1929 - Franca Rame, attrice, drammaturga e politica italiana († 2013)
- 1930 - Emmanuel de Bethune, politico belga († 2011)
- 1930 - Luis Cardoso, calciatore argentino († 2017)
- 1930 - Giancarla Codrignani, scrittrice, giornalista e politica italiana
- 1930 - Burt Kwouk, attore britannico († 2016)
- 1930 - Giorgio Marconi, gallerista italiano († 2024)
- 1930 - Sami Modiano, superstite dell'Olocausto italiano
- 1931 - Warner Bentivegna, attore italiano († 2008)
- 1932 - Luigi Chinazzo, lottatore italiano († 2000)
- 1932 - Armando Dini, arcivescovo cattolico italiano
- 1932 - Evgenij Aleksandrovič Evtušenko, poeta e romanziere russo († 2017)
- 1932 - Battista Rota, allenatore di calcio e calciatore italiano († 2018)
- 1933 - Giancarlo Agazzi, hockeista su ghiaccio e dirigente sportivo italiano († 1995)
- 1933 - Leandro Faggin, pistard e ciclista su strada italiano († 1970)
- 1933 - Syd Mead, designer e illustratore statunitense († 2019)
- 1933 - Gaston Orellana, pittore spagnolo
- 1933 - William Salice, dirigente d'azienda e inventore italiano († 2016)
- 1933 - Raymond Murray Schafer, compositore, scrittore e ambientalista canadese († 2021)
- 1933 - Jean Yanne, attore, sceneggiatore e regista francese († 2003)
- 1934 - Edward Bond, drammaturgo, poeta e sceneggiatore britannico († 2024)
- 1934 - Darlene Conley, attrice statunitense († 2007)
- 1934 - Joan Evans, attrice statunitense († 2023)
- 1934 - Fernando Pereira de Freitas, cestista brasiliano († 2006)
- 1934 - Aldo Lo Schiavo, storico della filosofia italiano († 2022)
- 1934 - Enzo Milioni, sceneggiatore e regista italiano († 2017)
- 1934 - Giacomo Pontarollo, politico italiano
- 1934 - Bertalan Szőcs, schermidore ungherese († 2016)
- 1934 - Jerry Vayda, cestista statunitense († 1978)
- 1934 - Jorge Silva Vieira, calciatore e allenatore di calcio brasiliano († 2012)
- 1934 - David Walker, costumista britannico († 2008)
- 1935 - Tenley Albright, ex pattinatrice artistica su ghiaccio statunitense
- 1935 - Vasile Alexandru, ex calciatore rumeno
- 1935 - Ioan Holender, baritono e impresario teatrale austriaco
- 1935 - Sabahudin Kurt, cantante bosniaco († 2018)
- 1935 - Tony Perez, attore statunitense
- 1935 - Giuliano Scabia, drammaturgo e scrittore italiano († 2021)
- 1935 - Elena Săcălici, ginnasta rumena († 1959)
- 1935 - Ben Vautier, performance artist francese († 2024)
- 1936 - José Aveiro, calciatore paraguaiano († 2024)
- 1936 - Kurt Bachmann, cestista filippino († 2014)
- 1936 - Ornella Donda, ex cestista italiana
- 1936 - Jurij Illjenko, regista e sceneggiatore sovietico († 2010)
- 1936 - Jerry Richardson, giocatore di football americano, imprenditore e dirigente sportivo statunitense († 2023)
- 1936 - Alfredo Scapinello, ex calciatore italiano
- 1937 - George Gibbs, effettista britannico († 2020)
- 1937 - Basilio Grillo Miceli, arcivescovo ortodosso italiano († 2021)
- 1937 - Emilia Hazelip, agricoltrice spagnola († 2003)
- 1937 - Roald Hoffmann, chimico, scrittore e divulgatore scientifico statunitense
- 1937 - Gladys Marín, politica cilena († 2005)
- 1937 - Les Roberts, scrittore e sceneggiatore statunitense
- 1937 - Hunter Stockton Thompson, giornalista e scrittore statunitense († 2005)
- 1938 - John Connelly, calciatore inglese († 2012)
- 1938 - Roby Crispiano, cantautore italiano († 2000)
- 1938 - Hampton Fancher, attore, sceneggiatore e produttore cinematografico statunitense
- 1938 - Lennart Hjulström, attore e regista svedese († 2022)
- 1938 - York Larese, cestista e allenatore di pallacanestro statunitense († 2016)
- 1938 - Renzo Pasolini, pilota motociclistico italiano († 1973)
- 1938 - Jan Stanisław Skorupski, poeta, scrittore e saggista polacco
- 1938 - Ian Stewart, musicista britannico († 1985)
- 1938 - Paul Verhoeven, regista, produttore cinematografico e sceneggiatore olandese
- 1939 - Brian Auger, tastierista britannico
- 1939 - Dion DiMucci, cantautore statunitense
- 1939 - Gildo Fattori, cantante e giornalista italiano († 2004)
- 1939 - Leonid Evgen'evič Golovnja, regista sovietico († 2012)
- 1939 - Ėduard Mudrik, calciatore sovietico († 2017)
- 1939 - Flavio Trinca, politico e dirigente d'azienda italiano
- 1939 - Ilan Zeiger, cestista israeliano († 2017)
- 1940 - James Brolin, attore statunitense
- 1940 - Aldo Cappelli, scrittore, commediografo e romanziere italiano († 2002)
- 1940 - Giorgio Costantini, ex calciatore italiano
- 1940 - Luigi Giuliani, attore italiano († 2018)
- 1940 - Peter Mutharika, politico malawiano
- 1940 - Leila Selli, cantante italiana († 2012)
- 1940 - Brigitte Skay, attrice tedesca († 2012)
- 1940 - Joe Torre, ex giocatore di baseball e allenatore di baseball statunitense
- 1941 - Frank Farian, cantautore e produttore discografico tedesco († 2024)
- 1941 - Friedrich Braun, cestista brasiliano († 2025)
- 1941 - Stephen Holden, scrittore, critico musicale e critico cinematografico statunitense
- 1941 - Jack Jersey, musicista e cantante olandese († 1997)
- 1941 - Marcia Jones-Smoke, ex canoista statunitense
- 1941 - Jozef Patrovič, imprenditore, cantante e attivista slovacco († 2023)
- 1941 - Vicente Pereda, allenatore di calcio e ex calciatore messicano
- 1941 - Martha Reeves, cantante statunitense
- 1941 - Jean-Paul Weil, ex pallanuotista francese
- 1942 - Alexandre del Belgio, principe belga († 2009)
- 1942 - Asun Balzola, scrittrice, traduttrice e illustratrice spagnola († 2006)
- 1942 - Giacinto Facchetti, calciatore e dirigente sportivo italiano († 2006)
- 1942 - Ernesto Galli della Loggia, storico italiano
- 1942 - Walter Kreye, attore tedesco
- 1942 - Arrigo Miglio, cardinale e arcivescovo cattolico italiano
- 1942 - Hans Nägele, slittinista liechtensteinese († 1996)
- 1942 - Adolf Ogi, politico svizzero
- 1942 - Carmen Zandonadi, ex cestista italiana
- 1943 - Rahaman Ali, pugile statunitense († 2025)
- 1943 - Giuseppe Bicocchi, politico italiano († 2008)
- 1943 - Jerry Chambers, ex cestista statunitense
- 1943 - Roberto Giollo, politico italiano († 2016)
- 1943 - Helmut Wartusch, calciatore austriaco († 1982)
- 1943 - Michael Witzel, indologo tedesco
- 1944 - Jonelle Allen, attrice, cantante e ballerina statunitense
- 1944 - Donnie Freeman, ex cestista statunitense
- 1944 - David Hemery, ex ostacolista britannico
- 1944 - Sverre Anker Ousdal, attore norvegese
- 1944 - Giuseppe Zuech, politico italiano
- 1944 - Sante Zuffada, politico italiano
- 1944 - Pedro de Felipe, calciatore spagnolo († 2016)
- 1944 - Vicente de la Mata, calciatore argentino († 2024)
- 1945 - Mauro Cerasoli, divulgatore scientifico italiano
- 1945 - Viktorija Dmitrieva, ex cestista sovietica
- 1945 - Ugo Ferrante, calciatore e allenatore di calcio italiano († 2004)
- 1945 - Paul Ginsborg, storico inglese († 2022)
- 1945 - Fritz Korbach, allenatore di calcio tedesco († 2011)
- 1945 - Ronnie McFall, allenatore di calcio e ex calciatore nordirlandese
- 1945 - Claudio Sorrentino, doppiatore, direttore del doppiaggio e attore italiano († 2021)
- 1945 - Max Tolson, ex calciatore australiano
- 1946 - Michael Czerny, cardinale, arcivescovo cattolico e gesuita canadese
- 1946 - Sándor Holczreiter, sollevatore ungherese († 1999)
- 1946 - Josef Horešovský, ex hockeista su ghiaccio ceco
- 1946 - Dianne McIntyre, ballerina, coreografa e insegnante statunitense
- 1946 - Jacques Novi, allenatore di calcio e ex calciatore francese
- 1947 - Giuseppe Bognanni, lottatore italiano
- 1947 - Steve Forbes, editore e politico statunitense
- 1947 - Nina Fedorova, fondista sovietica († 2019)
- 1947 - Linda Gail Lewis, cantautrice e pianista statunitense
- 1947 - Antonio Gargano, filologo, critico letterario e ispanista italiano († 2024)
- 1947 - Mario Gomboli, fumettista, sceneggiatore e illustratore italiano
- 1947 - Ignazio La Russa, politico italiano
- 1948 - Tony Azito, ballerino e attore statunitense († 1995)
- 1948 - Jan Chrapek, vescovo cattolico polacco († 2001)
- 1948 - Mauro Colombini, ex calciatore italiano
- 1948 - Carlos Colón, ex wrestler portoricano
- 1948 - Bice Curiger, curatrice editoriale, critico d'arte e direttore artistico svizzera
- 1948 - James Faulkner, attore britannico
- 1948 - Pierluigi Formiconi, ex pallanuotista e allenatore di pallanuoto italiano
- 1948 - Antonino Gazzara, politico italiano
- 1948 - Hartmut Michel, biochimico tedesco
- 1948 - Corrado Paoloni, medico e politico italiano
- 1949 - Domenico Barrile, politico italiano
- 1949 - Florence Cestac, fumettista francese
- 1949 - Giampaolo D'Andrea, politico italiano
- 1949 - Jerzy Gorgoń, ex calciatore polacco
- 1949 - Axel Honneth, filosofo e politologo tedesco
- 1949 - Peter Nover, ex calciatore tedesco
- 1949 - Gianni Romoli, sceneggiatore e produttore cinematografico italiano
- 1949 - Lucio Tarquinio, politico italiano
- 1949 - Sandro Verzari, trombettista italiano († 2007)
- 1950 - Jerome Barkum, ex giocatore di football americano statunitense
- 1950 - Richard Branson, imprenditore e filantropo britannico
- 1950 - Attilio Calatroni, ex schermidore italiano
- 1950 - Kōstas Eleutherakīs, ex calciatore greco
- 1950 - Mike Gale, cestista statunitense († 2020)
- 1950 - Ruggero Gialdini, ex ciclista su strada italiano
- 1950 - Glenn Hughes, cantante statunitense († 2001)
- 1950 - Shahid Khan, imprenditore e dirigente sportivo pakistano
- 1950 - Jack Layton, politico canadese († 2011)
- 1950 - Sándor Pintér, ex calciatore ungherese
- 1950 - Mark Udall, politico statunitense
- 1951 - Claudio Bordon, preparatore atletico italiano
- 1951 - Henry Caicedo, calciatore colombiano († 2023)
- 1951 - Anthony Cekada, presbitero, teologo e scrittore statunitense († 2020)
- 1951 - John Coyne, ex calciatore inglese
- 1951 - Elio Di Rupo, politico belga
- 1951 - Kevin Elyot, drammaturgo e sceneggiatore inglese († 2014)
- 1951 - Wardell Jackson, ex cestista statunitense
- 1951 - Margo Martindale, attrice statunitense
- 1951 - Ramon Moraldo, ex calciatore trinidadiano
- 1952 - Guido Biondi, calciatore italiano († 1999)
- 1952 - Pino Callà, fotografo, produttore televisivo e regista televisivo italiano
- 1952 - Anne Finucane, banchiera statunitense
- 1952 - Jim Forbes, cestista e allenatore di pallacanestro statunitense († 2022)
- 1952 - Hanns Jana, ex schermidore tedesco
- 1952 - Antonio Ricci, poeta e scrittore italiano († 1987)
- 1952 - Sabine Steinbach, ex nuotatrice tedesca orientale
- 1952 - Albert Camille Vital, militare e politico malgascio
- 1952 - Pino Zimba, musicista e attore italiano († 2008)
- 1953 - Peter Brine, ex calciatore inglese
- 1953 - Ivan Frgić, lottatore jugoslavo († 2015)
- 1953 - Trendafil Stojčev, ex sollevatore bulgaro
- 1954 - Takashi Amano, fotografo, naturalista e designer giapponese († 2015)
- 1954 - Roberto Cimatti, direttore della fotografia italiano
- 1954 - Marco Ferrando, politico italiano
- 1954 - Ken Laszlo, cantante italiano
- 1954 - Ephrem M'Bom, calciatore camerunese († 2020)
- 1954 - Ricky Skaggs, cantante, musicista e produttore discografico statunitense
- 1954 - Franziska Troegner, attrice tedesca
- 1954 - Wally Walker, ex cestista e dirigente sportivo statunitense
- 1954 - Pio d'Emilia, giornalista italiano († 2023)
- 1955 - Terry Chambers, batterista britannico
- 1955 - Odile Decq, architetta francese
- 1955 - Andra Veidemann, politica, storica e etnografa estone
- 1955 - Bernd Fasching, pittore e scultore austriaco († 2021)
- 1955 - Michael Mancuso, mafioso statunitense
- 1955 - Jean-Marie Mate Musivi Mupendawatu, presbitero della Repubblica Democratica del Congo
- 1955 - Andrea Parodi, cantante e produttore discografico italiano († 2006)
- 1955 - Teresa Ann Savoy, attrice britannica († 2017)
- 1956 - Meral Akşener, politica, insegnante e storica turca
- 1956 - Edmund Becker, dirigente sportivo, allenatore di calcio e ex calciatore tedesco
- 1956 - Massimo Carfora, terrorista italiano
- 1956 - Maurizio Gasparri, politico e giornalista italiano
- 1956 - Clay Johnson, ex cestista statunitense
- 1956 - Audrey Landers, attrice, cantante e produttrice televisiva statunitense
- 1956 - Bob Nelson, sceneggiatore e regista statunitense
- 1956 - Mary Seaton, ex sciatrice alpina statunitense
- 1956 - Enrico Solmi, vescovo cattolico italiano
- 1957 - Sergej Arakelov, ex sollevatore sovietico
- 1957 - Luigi Coppola, fumettista italiano
- 1957 - Nick Faldo, golfista e imprenditore britannico
- 1957 - Frank Hudson, ex cestista tedesco
- 1957 - Jan Jałocha, ex calciatore polacco
- 1957 - Keith Levene, compositore e chitarrista britannico († 2022)
- 1957 - Miro Rys, calciatore cecoslovacco († 1977)
- 1958 - José Moko Ekanga, vescovo cattolico della Repubblica Democratica del Congo
- 1958 - Valerio Olgiati, architetto svizzero
- 1958 - Nuccio Ordine, storico della letteratura, saggista e critico letterario italiano († 2023)
- 1958 - Mario Pavin, ex rugbista a 15 e allenatore di rugby a 15 italiano
- 1958 - Bent Sørensen, compositore danese
- 1959 - Jean-Marie Dreujou, direttore della fotografia francese
- 1959 - Raimondo Fassa, politico italiano
- 1959 - Attila Gyimesi, ex calciatore e ex giocatore di calcio a 5 ungherese
- 1959 - Ilson de Jesus Montanari, arcivescovo cattolico brasiliano
- 1959 - Mel Purcell, ex tennista statunitense
- 1959 - Luigi Reitani, germanista e traduttore italiano († 2021)
- 1959 - John Tatum, ex wrestler statunitense
- 1960 - William Dembski, filosofo, teologo e matematico statunitense
- 1960 - Lamine Guèye, dirigente sportivo e ex sciatore alpino senegalese
- 1960 - Anne-Marie Johnson, attrice statunitense
- 1961 - Emilio Bonifazi, politico italiano
- 1961 - Fabio Fasola, pilota motociclistico italiano
- 1961 - Luis Enrique Flores, allenatore di calcio e ex calciatore messicano
- 1961 - Stephen Hodge, ex ciclista su strada australiano
- 1961 - David Irons, allenatore di calcio e ex calciatore scozzese
- 1961 - Conny Kissling, ex sciatrice freestyle svizzera
- 1961 - Henrique Matos, pittore portoghese
- 1961 - Elizabeth McGovern, attrice statunitense
- 1961 - Sandro Mencucci, dirigente sportivo italiano
- 1961 - Alan Pardew, dirigente sportivo, allenatore di calcio e ex calciatore inglese
- 1961 - Terry Taylor, ex giocatore di football americano statunitense
- 1961 - Danny Vaughn, cantante statunitense
- 1962 - Lee Arenberg, attore statunitense
- 1962 - Stefania Convalle, scrittrice e editrice italiana
- 1962 - Jeremy Darroch, dirigente d'azienda inglese
- 1962 - Nicolas Dufourcq, imprenditore francese
- 1962 - Víctor Manuel Fernández, cardinale, arcivescovo cattolico e teologo argentino
- 1962 - Jack Irons, batterista e compositore statunitense
- 1962 - James Moylan, politico statunitense
- 1962 - Jérôme Potier, ex tennista francese
- 1962 - Giuseppe Romano, allenatore di calcio e ex calciatore italiano
- 1963 - Graham Bartram, disegnatore britannico
- 1963 - Joseph Mark Siegel, vescovo cattolico statunitense
- 1963 - Jeff Burr, regista, attore e sceneggiatore statunitense († 2023)
- 1963 - Craig Campbell, ex tennista sudafricano
- 1963 - TJ Cox, politico statunitense
- 1963 - Rodrigo Fresán, scrittore e giornalista argentino
- 1963 - Adriana Galgano, politica italiana
- 1963 - Fernando García Macua, avvocato spagnolo
- 1963 - Marc Girardelli, ex sciatore alpino austriaco
- 1963 - Tat'jana Larina, ex cestista e allenatrice di pallacanestro russa
- 1963 - Franco Pepe, cuoco italiano
- 1963 - Beate Pfeiffer, attrice, doppiatrice e direttrice del doppiaggio tedesca
- 1963 - Billy Reid, allenatore di calcio e ex calciatore scozzese
- 1963 - Al Snow, wrestler statunitense
- 1963 - Martín Torrijos, politico e economista panamense
- 1964 - Alessandro Bollati, ex rugbista a 15 e allenatore di rugby a 15 italiano
- 1964 - Giuseppe Casti, politico italiano
- 1964 - Luigi Di Fiore, attore italiano
- 1964 - Oliviero Di Stefano, allenatore di calcio e ex calciatore italiano
- 1964 - Federico Justiniano, ex calciatore boliviano
- 1964 - Roberto Paci, ex calciatore italiano
- 1964 - Rocco Steele, attore pornografico e regista statunitense
- 1964 - Evan Stone, attore pornografico e regista statunitense
- 1964 - Wendy Williams, conduttrice televisiva, conduttrice radiofonica e imprenditrice statunitense
- 1965 - Benzino, rapper statunitense
- 1965 - Paola Folli, cantante italiana
- 1965 - Raudnei Anversa Freire, ex calciatore brasiliano
- 1965 - Bill Hubauer, polistrumentista, cantante e compositore cubano
- 1965 - Eva Ionesco, attrice, regista e ex modella francese
- 1965 - Veselina Kacarova, mezzosoprano bulgaro
- 1965 - Walter Merlo, mezzofondista e maratoneta italiano († 1998)
- 1965 - Michele Moro, ex ciclista su strada italiano
- 1965 - Veli-Matti Puumala, compositore finlandese
- 1965 - Fabio Roscioli, ex ciclista su strada italiano
- 1965 - Petra Schersing, ex velocista tedesca
- 1965 - András Sike, ex lottatore ungherese
- 1966 - Lori Alan, attrice e doppiatrice statunitense
- 1966 - Emma D'Aquino, giornalista italiana
- 1966 - Nadia Muscialini, psicologa, psicoanalista e attivista italiana
- 1966 - Alberto Nassetti, aviatore italiano († 1994)
- 1966 - Kathrin Neimke, ex pesista tedesca
- 1966 - Dan O'Brien, ex multiplista statunitense
- 1967 - Nelson Alcides Cabrera, ex calciatore uruguaiano
- 1967 - Molly Culver, attrice statunitense
- 1967 - Ali Javadi, ex calciatore e ex giocatore di calcio a 5 iraniano
- 1967 - Peter Kelamis, attore e cabarettista canadese
- 1967 - Pietro Lorefice, politico italiano
- 1967 - Amar Osim, allenatore di calcio e ex calciatore bosniaco
- 1967 - Steve Pittman, allenatore di calcio e ex calciatore statunitense
- 1967 - Leonardo Semplici, allenatore di calcio e ex calciatore italiano
- 1967 - Vin Diesel, attore, produttore cinematografico e regista statunitense
- 1968 - Elida Agüero, ex schermitrice argentina
- 1968 - Rolando Arrojo, giocatore di baseball cubano
- 1968 - Grant Bowler, attore e conduttore televisivo neozelandese
- 1968 - Alex Désert, attore e musicista haitiano
- 1968 - Jonathan Gould, allenatore di calcio e calciatore scozzese
- 1968 - Tania Kernaghan, cantante australiana
- 1968 - Zoran Milinković, allenatore di calcio e ex calciatore serbo
- 1968 - Yukinori Miyabe, pattinatore di velocità su ghiaccio giapponese († 2017)
- 1968 - John Pelphrey, allenatore di pallacanestro e ex cestista statunitense
- 1968 - Raúl Pérez Ramos, ex cestista spagnolo
- 1968 - Frantz Philippe, ex schermidore francese
- 1968 - Iōannīs Plakiōtakīs, politico greco
- 1968 - Andre Royo, attore statunitense
- 1968 - Ibragim Samadov, ex sollevatore sovietico
- 1968 - Sukhwinder Singh, cantante indiano
- 1968 - Stefan Sultana, ex calciatore maltese
- 1968 - Tania Bruguera, performance artist cubana
- 1968 - Robert Wilson, allenatore di hockey su ghiaccio e ex hockeista su ghiaccio canadese
- 1969 - Frankie hi-nrg mc, rapper e produttore discografico italiano
- 1969 - Elizabeth Gilbert, scrittrice statunitense
- 1969 - The Great Sasuke, wrestler giapponese
- 1969 - La Grande Sophie, cantautrice francese
- 1969 - Joachim Jerichow, ex cestista danese
- 1969 - Hege Riise, allenatrice di calcio e ex calciatrice norvegese
- 1969 - Andy Sneap, chitarrista e produttore discografico britannico
- 1969 - Richard Wershe Jr., criminale statunitense
- 1970 - Sal Abruscato, batterista statunitense
- 1970 - Franco Binotto, ex cestista e allenatore di pallacanestro italiano
- 1970 - Luca Bizzocchi, ex calciatore sammarinese
- 1970 - Andrea Cecon, ex saltatore con gli sci e combinatista nordico italiano
- 1970 - Daniela Cilia, ex cestista italiana
- 1970 - Andrew Craighan, chitarrista inglese
- 1970 - Giorgia Gargano, numismatica e archeologa italiana
- 1970 - Dusty Imoo, allenatore di hockey su ghiaccio e ex hockeista su ghiaccio canadese
- 1970 - Chris Jackson, ex calciatore neozelandese
- 1970 - Vladimir Medinskij, politico russo
- 1970 - Domenico Piccichè, pianista e compositore italiano
- 1970 - Ubaldo Ranzi, ex multiplista e bobbista italiano
- 1970 - Gruff Rhys, cantautore gallese
- 1970 - Anatolij Tiščenko, ex canoista sovietico
- 1970 - Armando Álvarez, ex calciatore spagnolo
- 1971 - Shane Byrne, ex rugbista a 15 e imprenditore irlandese
- 1971 - Ryan Church, designer statunitense
- 1971 - Martin Frändesjö, ex pallamanista e allenatore di pallamano svedese
- 1971 - Anfernee Hardaway, allenatore di pallacanestro e ex cestista statunitense
- 1971 - Jeong Eun-sun, ex cestista sudcoreana
- 1971 - Sarah McLeod, attrice neozelandese
- 1971 - Erika Stefani, politica italiana
- 1971 - Carlo Vanzini, giornalista, telecronista sportivo e ex sciatore alpino italiano
- 1971 - Riccardo Zancano, pittore italiano
- 1971 - Vasilij Zeiher, lottatore tedesco
- 1972 - Fredrik Åkesson, chitarrista svedese
- 1972 - Michel Bassole, ex calciatore ivoriano
- 1972 - Elizabeth Cook, cantante statunitense
- 1972 - Slim Khezri, attore tedesco
- 1972 - Abel Korzeniowski, compositore polacco
- 1972 - Daniele Raco, comico, attore e wrestler italiano
- 1972 - Hannes Stefánsson, scacchista islandese
- 1972 - Bernard Williams, ex giocatore di football americano statunitense
- 1973 - Cristian Boscolo, ex calciatore italiano
- 1973 - Spomenko Bošnjak, ex calciatore bosniaco
- 1973 - Josh Cassada, astronauta statunitense
- 1973 - Anders Jivarp, batterista svedese
- 1973 - Hoon Lee, attore e doppiatore statunitense
- 1973 - Michele Mian, ex cestista italiano
- 1973 - Mario Pedraza, ex calciatore cubano
- 1973 - Salvatore Soviero, dirigente sportivo, allenatore di calcio e ex calciatore italiano
- 1973 - Stijn Vreven, allenatore di calcio e ex calciatore belga
- 1973 - Olaf Winter, ex canoista tedesco
- 1974 - Derek Anderson, ex cestista statunitense
- 1974 - Chiara Conti, attrice italiana
- 1974 - Michael Dante DiMartino, sceneggiatore e produttore cinematografico statunitense
- 1974 - Jon Yong-chol, ex calciatore nordcoreano
- 1974 - Juan Carlos Molina Merlos, sciatore alpino e paraciclista spagnolo
- 1974 - Mosè Navarra, ex tennista e allenatore di tennis italiano
- 1974 - Jurij Petrov, calciatore russo († 2023)
- 1974 - Matteo Ricci, politico italiano
- 1974 - Alessandro Romani, militare italiano († 2010)
- 1974 - Tadeu Schmidt, giornalista e conduttore televisivo brasiliano
- 1974 - Gill Voria, dirigente sportivo, allenatore di calcio e ex calciatore italiano
- 1974 - Jed Whedon, sceneggiatore e musicista statunitense
- 1975 - Ehud Goldwasser, militare israeliano († 2006)
- 1975 - Emmanuel Hostache, bobbista francese († 2007)
- 1975 - Torii Hunter, giocatore di baseball statunitense
- 1975 - Luis Jonne, ex calciatore uruguaiano
- 1975 - Alejandro Limia, ex calciatore argentino
- 1975 - Mr. Lui, mimo, comico e regista italiano
- 1975 - M.I.A., rapper, cantante e writer britannica
- 1975 - Daron Malakian, cantautore e polistrumentista statunitense
- 1975 - Gerd Salbrechter, schermidore austriaco
- 1975 - Maria Grazia Schiavo, soprano italiano
- 1976 - Colby Buzzell, scrittore statunitense
- 1976 - Masako Chiba, maratoneta e mezzofondista giapponese
- 1976 - Valerie Cruz, attrice statunitense
- 1976 - Devis Da Canal, ex biatleta italiano
- 1976 - Fredrik Hermansson, tastierista svedese
- 1976 - Magnus Jernemyr, ex pallamanista svedese
- 1976 - Irene Montalà, attrice spagnola
- 1976 - Elsa Pataky, attrice, produttrice cinematografica e modella spagnola
- 1976 - Sigurvin Ólafsson, ex calciatore islandese
- 1977 - Aleksandr Sergeevič Morozevič, scacchista russo
- 1977 - Kelly Reilly, attrice britannica
- 1977 - Niweat Siriwong, calciatore thailandese
- 1977 - Alfian bin Sa'at, scrittore singaporiano
- 1978 - Rafael Alencar, attore pornografico brasiliano
- 1978 - Rico Badenschier, politico tedesco
- 1978 - Micah Balfour, attore britannico
- 1978 - Cheyenne Silver, ex attrice pornografica statunitense
- 1978 - Goran Brajković, calciatore croato († 2015)
- 1978 - Bob Casey, ex rugbista a 15, dirigente d'azienda e dirigente sportivo irlandese
- 1978 - Eugene Cordero, attore e doppiatore statunitense
- 1978 - Tomas Danilevičius, dirigente sportivo e ex calciatore lituano
- 1978 - Shane Horgan, ex rugbista a 15, avvocato e dirigente d'azienda irlandese
- 1978 - Virginia Raggi, politica italiana
- 1978 - Mélissa Theuriau, giornalista francese
- 1978 - Marco Villa, ex calciatore tedesco
- 1979 - Karl Angerer, bobbista tedesco
- 1979 - Deion Branch, ex giocatore di football americano statunitense
- 1979 - Joe Crispin, ex cestista e allenatore di pallacanestro statunitense
- 1979 - Zrinka Cvitešić, attrice croata
- 1979 - Davide Dieli, pugile italiano
- 1979 - Jared Hess, regista e sceneggiatore statunitense
- 1979 - Khaled Saleh, ex calciatore qatariota
- 1979 - Joey Mercury, ex wrestler statunitense
- 1979 - Daina Opolskaitė, scrittrice lituana
- 1979 - Igor' Pavlov, ex astista russo
- 1979 - Jaska W. Raatikainen, batterista finlandese
- 1979 - Nicola Renzi, politico e insegnante sammarinese
- 1979 - Mélina Robert-Michon, discobola francese
- 1979 - Dominique Siassia, attrice tedesca
- 1979 - Aljaksandr Varlamaŭ, tuffatore bielorusso
- 1979 - Jason Weaver, attore e cantante statunitense
- 1980 - Kristen Bell, attrice, comica e cantante statunitense
- 1980 - David Blu, ex cestista statunitense
- 1980 - Gareth Emery, disc jockey e produttore discografico britannico
- 1980 - Tracy Gahan, ex cestista statunitense
- 1980 - Emanuela Galliussi, attrice italiana
- 1980 - Bobby Henderson, attivista e fisico statunitense
- 1980 - Ryōko Hirosue, attrice e cantante giapponese
- 1980 - Nikī Kerameōs, politica greca
- 1980 - Derek Magyar, attore e regista statunitense
- 1980 - Radek Nečas, ex cestista ceco
- 1980 - Nadir Nəbiyev, ex calciatore azero
- 1980 - Cristian Ríos, ex calciatore argentino
- 1980 - Aiysha Smith, ex cestista statunitense
- 1981 - Vanja Babić, ex taekwondoka serbo
- 1981 - Michiel Huisman, attore, cantante e musicista olandese
- 1981 - Davidson Morais, ex calciatore brasiliano
- 1981 - Dennis Seidenberg, hockeista su ghiaccio tedesco
- 1981 - Joel Spira, attore svedese
- 1981 - Robson Machado Toledo, calciatore brasiliano
- 1981 - Esther Vergeer, ex tennista olandese
- 1981 - Ricardo Vilana, ex calciatore brasiliano
- 1982 - Gaël Angoula, arbitro di calcio e ex calciatore francese
- 1982 - Ryan Cabrera, cantante e musicista statunitense
- 1982 - Priyanka Chopra, modella, attrice e cantante indiana
- 1982 - Marcin Dołęga, ex sollevatore polacco
- 1982 - Shad, rapper canadese
- 1982 - Ugo Oha, ex cestista statunitense
- 1982 - Kelvin Parker, ex cestista statunitense
- 1983 - Mishaal Al-Saeed, ex calciatore saudita
- 1983 - Jennifer Berry, modella statunitense
- 1983 - George Bovell, ex nuotatore trinidadiano
- 1983 - Carlos Diogo, ex calciatore uruguaiano
- 1983 - Aaron Gillespie, batterista e cantante statunitense
- 1983 - Hatsu Hioki, artista marziale misto giapponese
- 1983 - Leandrão, allenatore di calcio e ex calciatore brasiliano
- 1983 - Joe Luwi, calciatore salomonese
- 1983 - Daniel Navarro, ex ciclista su strada spagnolo
- 1983 - Daniel Norgren, cantante svedese
- 1983 - Mikk Pahapill, ex multiplista estone
- 1983 - Marco Piscopo, pallavolista italiano
- 1983 - Jan Schlaudraff, dirigente sportivo, allenatore di calcio e ex calciatore tedesco
- 1983 - Parid Xhihani, ex calciatore albanese
- 1983 - Yao Juan, atleta paralimpica cinese
- 1984 - Amad Al Hosni, ex calciatore omanita
- 1984 - Dario Alioto, giocatore di poker italiano
- 1984 - Ben Askren, ex artista marziale misto e lottatore statunitense
- 1984 - Andreas Bammer, ex calciatore austriaco
- 1984 - Lee Barnard, ex calciatore inglese
- 1984 - Jairo Campos, ex calciatore ecuadoriano
- 1984 - Júlio Coelho, calciatore portoghese
- 1984 - Myrtille Gollin, ex pattinatrice di short track francese
- 1984 - Jamon Gordon, ex cestista statunitense
- 1984 - Ahmed Hadid, ex calciatore omanita
- 1984 - Kathrin Hölzl, ex sciatrice alpina tedesca
- 1984 - Veli Lampi, ex calciatore finlandese
- 1984 - Javier Moreno, ex ciclista su strada spagnolo
- 1984 - Irfan Peljto, arbitro di calcio bosniaco
- 1984 - Sam Sexton, pugile inglese
- 1984 - Shinji Takahira, velocista giapponese
- 1984 - Vampeta, ex giocatore di calcio a 5 brasiliano
- 1985 - Stefano Corti, comico e personaggio televisivo italiano
- 1985 - Chace Crawford, attore statunitense
- 1985 - Theo Croker, trombettista e compositore statunitense
- 1985 - Agnieszka Dygacz, marciatrice polacca
- 1985 - Hopsin, rapper, produttore discografico e attore statunitense
- 1985 - Bovska, cantante polacca
- 1985 - Dan Guterman, sceneggiatore e produttore televisivo statunitense
- 1985 - Panagiōtīs Lagos, ex calciatore greco
- 1985 - Christian Marrugo, calciatore colombiano
- 1985 - Christine Milton, cantante danese
- 1985 - Mara Navarria, ex schermitrice italiana
- 1985 - José Carlos Júnior, ex calciatore brasiliano
- 1985 - James Norton, attore britannico
- 1985 - Dudu Omagbemi, calciatore nigeriano
- 1985 - Cheung Siu Lun, schermidore hongkonghese
- 1986 - Naoaki Aoyama, ex calciatore giapponese
- 1986 - Simon Clarke, ciclista su strada e pistard australiano
- 1986 - Xavier Costa Ferré, hockeista su pista spagnolo
- 1986 - Corina Căprioriu, judoka rumena
- 1986 - Alexandre D'Acol, ex calciatore brasiliano
- 1986 - Kitok, rapper e cantante svedese
- 1986 - Anna Fischer, attrice tedesca
- 1986 - Huang Qian, scacchista cinese
- 1986 - Hudson Fernando Tobias de Carvalho, ex calciatore brasiliano
- 1986 - Mustapha Jarju, ex calciatore gambiano
- 1986 - Calvin Jong-a-Pin, ex calciatore olandese
- 1986 - Anders Kaagh, ex calciatore danese
- 1986 - Yassin Moutaouakil, ex calciatore francese
- 1986 - Kyle Scatliffe, attore statunitense
- 1986 - Sebastian Schuppan, allenatore di calcio e ex calciatore tedesco
- 1986 - Aaron Scott, calciatore neozelandese
- 1986 - Walter Sharpe, ex cestista statunitense
- 1986 - Shin Hyung-min, calciatore sudcoreano
- 1986 - James Sorensen, attore australiano
- 1986 - Carlos Villa, ex calciatore guatemalteco
- 1986 - Vladana Vučinić, cantante montenegrina
- 1987 - Tontowi Ahmad, giocatore di badminton indonesiano
- 1987 - Lakdar Boussaha, calciatore francese
- 1987 - Nicole Bullo, hockeista su ghiaccio svizzera
- 1987 - Carlos Eduardo, ex calciatore brasiliano
- 1987 - Simone Ciancio, calciatore italiano
- 1987 - Jenny Fransson, lottatrice svedese
- 1987 - Vladimir Gadžev, ex calciatore bulgaro
- 1987 - Chloé Graftiaux, arrampicatrice e alpinista belga († 2010)
- 1987 - Raina Hein, modella statunitense
- 1987 - Ivan Kardum, calciatore croato
- 1987 - Vaggelīs Oikonomou, ex calciatore greco
- 1987 - Juan Pérez Lozano, giocatore di calcio a 5 spagnolo
- 1987 - Anna Timofeeva, pallanuotista russa
- 1987 - Claudio Yacob, calciatore argentino
- 1987 - Zach Loyd, ex calciatore statunitense
- 1988 - Peter Abrahamsson, calciatore svedese
- 1988 - Alfredo Aguilar, calciatore paraguaiano
- 1988 - Hakan Arslan, calciatore turco
- 1988 - Änis Ben-Hatira, calciatore tedesco
- 1988 - Ambyr Childers, attrice statunitense
- 1988 - Angela Ciaburri, attrice italiana
- 1988 - Clayton Michel Afonso, calciatore brasiliano
- 1988 - Tomáš Hampl, cestista ceco
- 1988 - Fabio Infimo, canottiere italiano
- 1988 - Lance Jeter, ex cestista statunitense
- 1988 - Mikko Koskinen, ex hockeista su ghiaccio finlandese
- 1988 - Stella-Īrō Ledakī, astista greca
- 1988 - Helder Lobato Ribeiro, ex calciatore brasiliano
- 1988 - Marc Lorenz, calciatore tedesco
- 1988 - Eugenio Mena, calciatore cileno
- 1988 - Elvin Məmmədov, ex calciatore azero
- 1988 - Zabihollah Poursheib, karateka iraniano
- 1988 - Reggie Redding, ex cestista statunitense
- 1988 - Gašper Vrhovec, ex giocatore di calcio a 5 sloveno
- 1988 - Wang Zhiwei, tiratore a segno cinese
- 1988 - Merve Özbey, cantautrice turca
- 1989 - Semën Antonov, cestista russo
- 1989 - Aljaž Bedene, ex tennista sloveno
- 1989 - Jamie Benn, hockeista su ghiaccio canadese
- 1989 - Belony Dumas, calciatore francese
- 1989 - Julián Fernández, calciatore argentino
- 1989 - Mthulisi Maphosa, calciatore zimbabwese
- 1989 - Mandla Masango, ex calciatore sudafricano
- 1989 - Sebastian Mielitz, calciatore tedesco
- 1989 - Yohan Mollo, calciatore francese
- 1989 - Alice Nesti, nuotatrice italiana
- 1989 - Tanguy Ngombo, cestista qatariota
- 1989 - Roc Oliva, hockeista su prato spagnolo
- 1989 - Bhumi Pednekar, attrice indiana
- 1989 - Jens Podevijn, ex calciatore belga
- 1989 - Sebastian Ryall, ex calciatore australiano
- 1989 - Arisa Satō, ex pallavolista giapponese
- 1989 - Melanie Schwarz, slittinista italiana
- 1989 - Dmitrij Solov'ëv, danzatore su ghiaccio russo
- 1989 - Maria Ugolkova, ex nuotatrice russa
- 1989 - Boris Živanović, calciatore serbo
- 1990 - Abdel-Majed Abdel Bary, rapper egiziano († 2023)
- 1990 - Kudakwashe Bhasopo, calciatrice zimbabwese
- 1990 - Mallory Cecil, tennista statunitense
- 1990 - George Corral, calciatore messicano
- 1990 - Fineza Eusébio, ex cestista angolana
- 1990 - Claudia Giovine, tennista italiana
- 1990 - Sayaka Iwasaki, pallavolista giapponese
- 1990 - Anders Konradsen, calciatore norvegese
- 1990 - Katia Ledoux, cantante lirica francese
- 1990 - Harold Reina, calciatore colombiano
- 1990 - Mandy Rose, wrestler e modella statunitense
- 1990 - Irak'li Sikharulidze, calciatore georgiano
- 1990 - Yannick Thoelen, calciatore belga
- 1990 - Xu Lizhi, poeta cinese († 2014)
- 1990 - Saúl Álvarez, pugile messicano
- 1991 - Marjan Altiparmakovski, calciatore macedone
- 1991 - Soumahoro Bangaly, calciatore ivoriano
- 1991 - Ivana Bulajić, pallavolista serba
- 1991 - Murphy Burnatowski, cestista e allenatore di pallacanestro canadese
- 1991 - Giulia Colini, calciatrice italiana
- 1991 - Theologos Daridīs, pallavolista greco
- 1991 - Legna Hernández, pallavolista portoricana
- 1991 - Oleksandr Horškovozov, tuffatore ucraino
- 1991 - Madison Irwin, ex sciatrice alpina canadese
- 1991 - Zane Jordan, nuotatore zambiano
- 1991 - Cornelius Lucas, giocatore di football americano statunitense
- 1991 - Viktor Minibaev, tuffatore russo
- 1991 - Karina Pasian, cantante e pianista statunitense
- 1991 - Rubén Peña, calciatore spagnolo
- 1991 - Gianmarco Piccioni, calciatore italiano
- 1991 - Micaela Riera, attrice argentina
- 1991 - Zuhal Sultan, pianista e attivista irachena
- 1991 - Eugenio Suárez, giocatore di baseball venezuelano
- 1991 - Jimmie Ward, giocatore di football americano statunitense
- 1991 - John Wetzel, giocatore di football americano statunitense
- 1991 - Mizuki Yamamoto, modella e attrice giapponese
- 1992 - Thanasīs Antetokounmpo, cestista greco
- 1992 - Rafael Carioca, calciatore brasiliano
- 1992 - Ivana Luković, pallavolista serba
- 1992 - Bishop Briggs, musicista e cantautrice britannica
- 1992 - Christopher Missilou, ex calciatore francese
- 1992 - Tanes Ongjunta, pugile thailandese
- 1992 - Abdoulaye Sissoko, calciatore maliano
- 1992 - Weerasinghe Sujan Perera, calciatore singalese
- 1992 - Mehdi Taremi, calciatore iraniano
- 1992 - Himson Teleda, ex calciatore salomonese
- 1992 - Chris Udofia, ex cestista statunitense
- 1993 - Luciane Buchanan, attrice neozelandese
- 1993 - Jordyn Colemon, attrice statunitense
- 1993 - Nabil Fekir, calciatore francese
- 1993 - Robert Gsellman, giocatore di baseball statunitense
- 1993 - Óscar Husillos, velocista spagnolo
- 1993 - Daniar Kaisanov, lottatore kazako
- 1993 - Mieke Kröger, ciclista su strada e pistard tedesca
- 1993 - Lee Tae-min, ballerino, cantante e attore sudcoreano
- 1993 - Pablo Matera, rugbista a 15 argentino
- 1993 - Mohammed Saleh, calciatore palestinese
- 1993 - Greg Ranjitsingh, calciatore trinidadiano
- 1993 - Mats Rits, calciatore belga
- 1993 - André Rømer, calciatore danese
- 1993 - Federica Sala, nuotatrice artistica italiana
- 1993 - Abdel Raouf, calciatore sudanese
- 1994 - Ivan Banić, calciatore croato
- 1994 - Sarah Blomgren, pallavolista statunitense
- 1994 - Bodda Mouhsine, calciatore mauritano
- 1994 - Eefje Boons, ostacolista olandese
- 1994 - Edmilson Dove, calciatore mozambicano
- 1994 - Jacqueline Dubrovich, ex schermitrice statunitense
- 1994 - Silvia Fiori, pallavolista italiana
- 1994 - Ernesto Gómez, calciatore spagnolo
- 1994 - Santiago Gáspari, ex calciatore uruguaiano
- 1994 - Luke Herr, pallavolista canadese
- 1994 - Sven Joss, calciatore svizzero
- 1994 - Kabongo Kasongo, calciatore congolese (Repubblica Democratica del Congo)
- 1994 - Lee Yoo-mi, attrice sudcoreana
- 1994 - Iulia Leorda, lottatrice moldava
- 1994 - Alessio Moretti, pallamanista italiano
- 1994 - Erik Lima, calciatore brasiliano
- 1994 - Alvas Powell, calciatore giamaicano
- 1994 - Laura Rizzotto, cantautrice brasiliana
- 1994 - Taylor Russell, attrice canadese
- 1994 - Christine Scheyer, ex sciatrice alpina austriaca
- 1994 - Jeremy Seewer, pilota motociclistico svizzero
- 1994 - Matthias Versluis, danzatore su ghiaccio finlandese
- 1994 - Jordan Wilkins, giocatore di football americano statunitense
- 1995 - Maryna Bech-Romančuk, lunghista e triplista ucraina
- 1995 - Denílson Pereira Júnior, calciatore brasiliano
- 1995 - Kristian Eriksen, calciatore norvegese
- 1995 - Jalé Hervey, pallavolista statunitense
- 1995 - Christopher Ibayi, calciatore francese
- 1995 - Joaquín Ibáñez, calciatore argentino
- 1995 - Steve Ishmael, giocatore di football americano statunitense
- 1995 - Aleksandar Jovičić, calciatore bosniaco
- 1995 - Gautier Lloris, calciatore francese
- 1995 - Gabrielle Jordão Portilho, calciatrice brasiliana
- 1995 - Nedim Remili, pallamanista francese
- 1995 - Sui Wenjing, pattinatrice artistica su ghiaccio cinese
- 1995 - Isabelle Weidemann, pattinatrice di velocità su ghiaccio canadese
- 1995 - Maria Eduarda Francelino da Silva, calciatrice brasiliana
- 1996 - Jonas Bager, calciatore danese
- 1996 - Jinty Caenepeel, ex calciatore belga
- 1996 - Luca Censoni, calciatore sammarinese
- 1996 - Džamaldin Chodžanijazov, calciatore russo
- 1996 - Yung Lean, rapper e cantante svedese
- 1996 - Francesco Ingargiola, schermidore italiano
- 1996 - Santiago Lebus, calciatore argentino
- 1996 - Roberta Melesi, sciatrice alpina italiana
- 1996 - Nasko Milev, calciatore bulgaro
- 1996 - Arturo Molina, calciatore spagnolo
- 1996 - Rəhim Sadıxov, calciatore azero
- 1996 - Kanjanaporn Saengkoon, calciatrice thailandese
- 1996 - Siebe Schrijvers, calciatore belga
- 1996 - Max Stryjek, calciatore polacco
- 1997 - Bam Adebayo, cestista statunitense
- 1997 - Matheus Babi, calciatore brasiliano
- 1997 - Marquise Blair, giocatore di football americano statunitense
- 1997 - Deniz Dagdelen, taekwondoka turco
- 1997 - Thomas Denis, ciclista su strada e pistard francese
- 1997 - Sina Frei, mountain biker, ciclocrossista e ciclista su strada svizzera
- 1997 - Gonçalo Rodrigues, calciatore portoghese
- 1997 - Chiara Hölzl, saltatrice con gli sci austriaca
- 1997 - Noah Lyles, velocista statunitense
- 1997 - Elisabetta Oliviero, calciatrice italiana
- 1997 - Serhij Pavlov, cestista ucraino
- 1997 - Viktor Polášek, saltatore con gli sci ceco
- 1997 - Alejandro Vergara, attore spagnolo
- 1997 - Fionn Whitehead, attore britannico
- 1997 - Johannes Wirix, attore e drammaturgo belga
- 1998 - Sivert Guttorm Bakken, biatleta norvegese
- 1998 - Devin Bush Jr., giocatore di football americano statunitense
- 1998 - Devon Daniels, cestista statunitense
- 1998 - Beneyam Demte, calciatore etiope
- 1998 - Ella Harris, ciclista su strada neozelandese
- 1998 - Azat Harutyunyan, tuffatore armeno
- 1998 - Vladimir Harutyunyan, tuffatore armeno
- 1998 - Antoine Makoumbou, calciatore francese
- 1998 - Gideon Mensah, calciatore ghanese
- 1998 - Adam Mokoka, cestista francese
- 1998 - Alessia Orro, pallavolista italiana
- 1998 - Luísa Sonza, cantante brasiliana
- 1998 - Alessandro Toscani, pallavolista italiano
- 1998 - Pasilio Tosi, rugbista a 15 neozelandese
- 1999 - Saud Abdulhamid, calciatore saudita
- 1999 - Lil Busso, rapper italiano
- 1999 - Alessandro Di Pardo, calciatore italiano
- 1999 - Tomás Martín Etcheverry, tennista argentino
- 1999 - Mitchell Kummen, attore canadese
- 1999 - Franco Medina, calciatore peruviano
- 1999 - Juan Palma, calciatore colombiano
- 1999 - Njegoš Petrović, calciatore serbo
- 1999 - Gabriele Stefanini, cestista italiano
- 1999 - Ivan Turicov, calciatore bulgaro
- 1999 - Masaki Watai, calciatore giapponese
- 2000 - Guerlain Favre, sciatore alpino francese
- 2000 - Lutsharel Geertruida, calciatore olandese
- 2000 - Karyna Kazloŭskaja, arciera bielorussa
- 2000 - Yūki Kobayashi, calciatore giapponese
- 2000 - Chardi Landu, calciatore olandese
- 2000 - Angelina Mel'nikova, ginnasta russa
- 2000 - John Metchie III, giocatore di football americano canadese
- 2000 - Ula Stella Podrepšek, sciatrice alpina slovena
- 2000 - Amine Salama, calciatore francese
- 2000 - Alhassan Yusuf, calciatore nigeriano
- 2000 - Altin Zeqiri, calciatore finlandese

## XXI secolo(37)
- 2001 - Naif Al-Hadhrami, calciatore qatariota
- 2001 - Faride Alidou, calciatore tedesco
- 2001 - Ella Ballentine, attrice canadese
- 2001 - Enzo Fittipaldi, pilota automobilistico brasiliano
- 2001 - Ramon Hendriks, calciatore olandese
- 2001 - Milan Hosseini, ginnasta tedesco
- 2001 - Morgan Hurd, ginnasta statunitense
- 2001 - Quinyon Mitchell, giocatore di football americano statunitense
- 2001 - Nikola Treskanica, giocatore di football americano serbo
- 2002 - Adrià Domenech, cestista spagnolo
- 2002 - Louie Hinchliffe, velocista britannico
- 2002 - Larissa Iapichino, lunghista italiana
- 2002 - Andrew Longino, sciatore freestyle canadese
- 2002 - Adam Montgomery, calciatore scozzese
- 2002 - Marco Pellegrino, calciatore argentino
- 2003 - Jorge Berlanga, calciatore messicano
- 2003 - Srđan Hrstić, calciatore serbo
- 2003 - Rin Kaneto, tuffatrice giapponese
- 2003 - Loizos Loizou, calciatore cipriota
- 2003 - Hamad Međedović, tennista serbo
- 2003 - Mariasole Pollio, attrice, conduttrice televisiva e conduttrice radiofonica italiana
- 2003 - Ferre Reggers, pallavolista belga
- 2003 - Emma Severini, calciatrice italiana
- 2003 - Diego Sánchez Pérez, calciatore spagnolo
- 2004 - Choi Woo-jin, calciatore sudcoreano
- 2004 - Safouane Karim, calciatore olandese
- 2004 - Emma Leonie Malewski, ginnasta tedesca
- 2005 - Keyvan Beaumont, calciatore francese
- 2005 - Jillian Cox, nuotatrice statunitense
- 2005 - Gabriel Misehouy, calciatore olandese
- 2005 - Lorenzo Previtali, pattinatore di short track italiano
- 2006 - Samuel Amo-Ameyaw, calciatore inglese
- 2006 - Volodar Murzin, scacchista russo
- 2006 - Daneliya Tuleşova, cantante kazaka
- 2007 - Arsenij Dmitriev, calciatore russo
- 2007 - JD McCrary, cantante, ballerino e attore statunitense
- 2011 - Yuna, attrice sudcoreana

## Senza anno specificato(1)
- Mary Oyaya, attrice keniota